# 美花毛建草
美花毛建草（学名：Dracocephalum wallichii）为唇形科青兰属下的一个变种。

## 扩展阅读
維基物種上的相關：美花毛建草